# Ukrainische Literatur
Die ukrainische Literatur umfasst diejenigen literarischen Werke, die in ukrainischer Sprache geschrieben sind. Sie entwickelte sich seit Ende des 18. Jahrhunderts überwiegend unter fremder Herrschaft in Polen-Litauen, im Russischen Zarenreich, in Österreich-Ungarn sowie in der Sowjetunion.

## Vorgeschichte: Altostslawische Literatur bis 18. Jahrhundert auf dem Boden der heutigen Ukraine
Bereits seit dem 11. Jahrhundert entstanden auf dem Gebiet der Kiewer Rus Chroniken und Heldenepen wie das Igorlied, das mit dem Nibelungenlied verglichen werden kann. Im Wesentlichen bildeten sich jedoch erst nach dem Niedergang des Kiewer Reiches im 13. Jahrhundert getrennte Literaturen in russischer, belarussischer und ukrainischer Sprache heraus. Mit dem „Evangelium von Peresopnycja“ (1556–1561) entstand eine volkstümliche Bibelübersetzung in ukrainisch-belarussischem Dialekt.
Im Großfürstentum Litauen wurde im 17. Jahrhundert neben dem Polnischen und Litauischen im Süden das Belarussisch-Ukrainische als Verkehrssprache verwendet, doch die kulturelle und politische Elite polonisierte sich rasch und betrachtete die Volkssprache als Bauernsprache. Die Schulen wurden von katholischen Laienbruderschaften geleitet, die die Volksbildung stärker förderten als dies die orthodoxen Priester getan hatten. Mit dem kulturellen (Wieder-)Aufstieg Kiews bildete sich eine ukrainische Barockliteratur heraus, die an den Hof in Vilnius und an die katholische Kirche, namentlich an die jesuitische Scholastik gebunden war. Wichtigster Vertreter war der Philosoph und Dichter Grigorij Skoworoda. Ende des 17. Jahrhunderts wurde dieser Einfluss durch das Kirchenslawische wieder zurückgedrängt. Das Schrifttum jener Zeit umfasste vor allem theologisch-propagandistische Traktate. Eine feste Sprachnorm gab es nicht.
Zar Peter der Große und seine Nachfolger banden die zum großen Teil neu besiedelte östliche Ukraine und ihre Adelselite eng an Russland und unterdrückten die Verwendung der ukrainischen Sprache. 1775 wurde die Autonomie der Saporoger Kosaken gewaltsam beendet, während die Westukraine 1793 von Österreich annektiert wurde. Damit endete auch der ukrainische Barock.

## 19. Jahrhundert – Ukrainische Romantik und Realismus
Mit der Entwicklung einer rein ukrainischen Schriftsprache (im Gegensatz zum bis dahin geschriebenen Kirchenslawischen und zum pränationalen Ruthenischen) entstand eine eigenständige ukrainische Literatur vergleichsweise spät. Wegbereiter der ukrainischen Dichtung war der Leiter des Theaters in Poltawa, humanistische Mystiker und Freimaurer, Spieler und Trinker Iwan Kotljarewskyj mit seiner Fassung der Aeneis (Enejida) 1798, einer in volkstümlicher Sprache gehaltenen, im Kosakenmilieu angesiedelten Travestie auf das klassische Werk von Vergil, das allerdings erst 1842 vollständig gedruckt wurde. Aeneas wird am Ende des Epos Kosakenhauptmann. Hryhorij Kwitka-Osnowjanenko (1778–1843) beschrieb das Landleben in idyllisierenden Erzählungen. Auch die deutsche Romantik begann sich für die ukrainische Sprache und die Geschichte der Kosaken zu interessieren: 1845 wurde ein Band ukrainischer Volkslieder von Friedrich Bodenstedt ins Deutsche übersetzt.

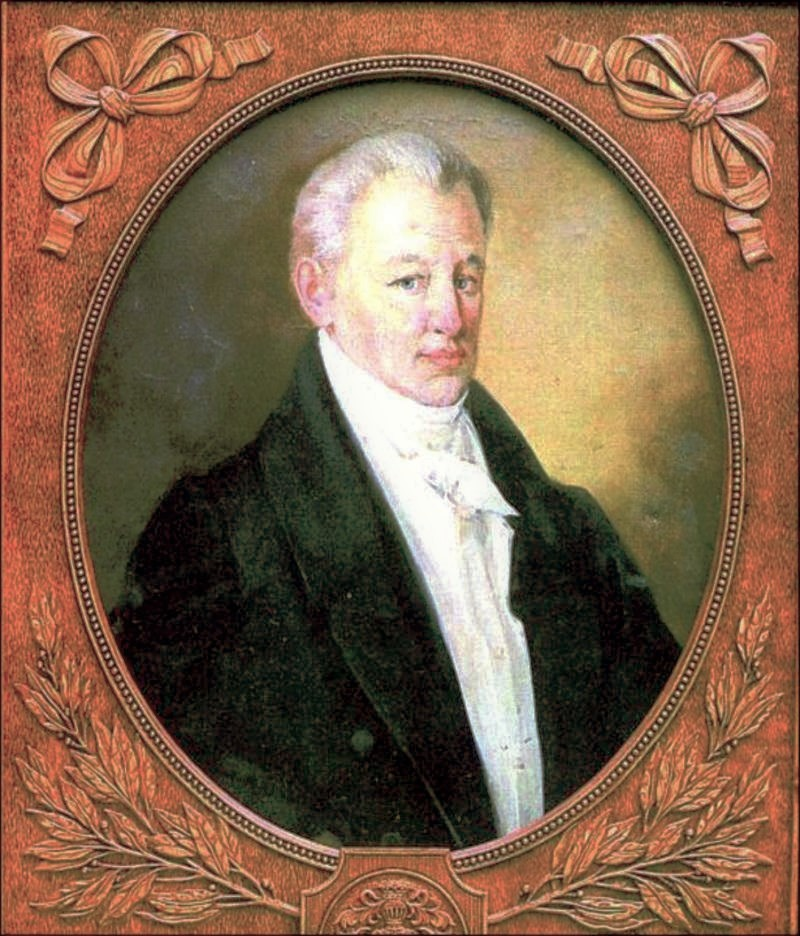
Iwan Kotljarewskyj

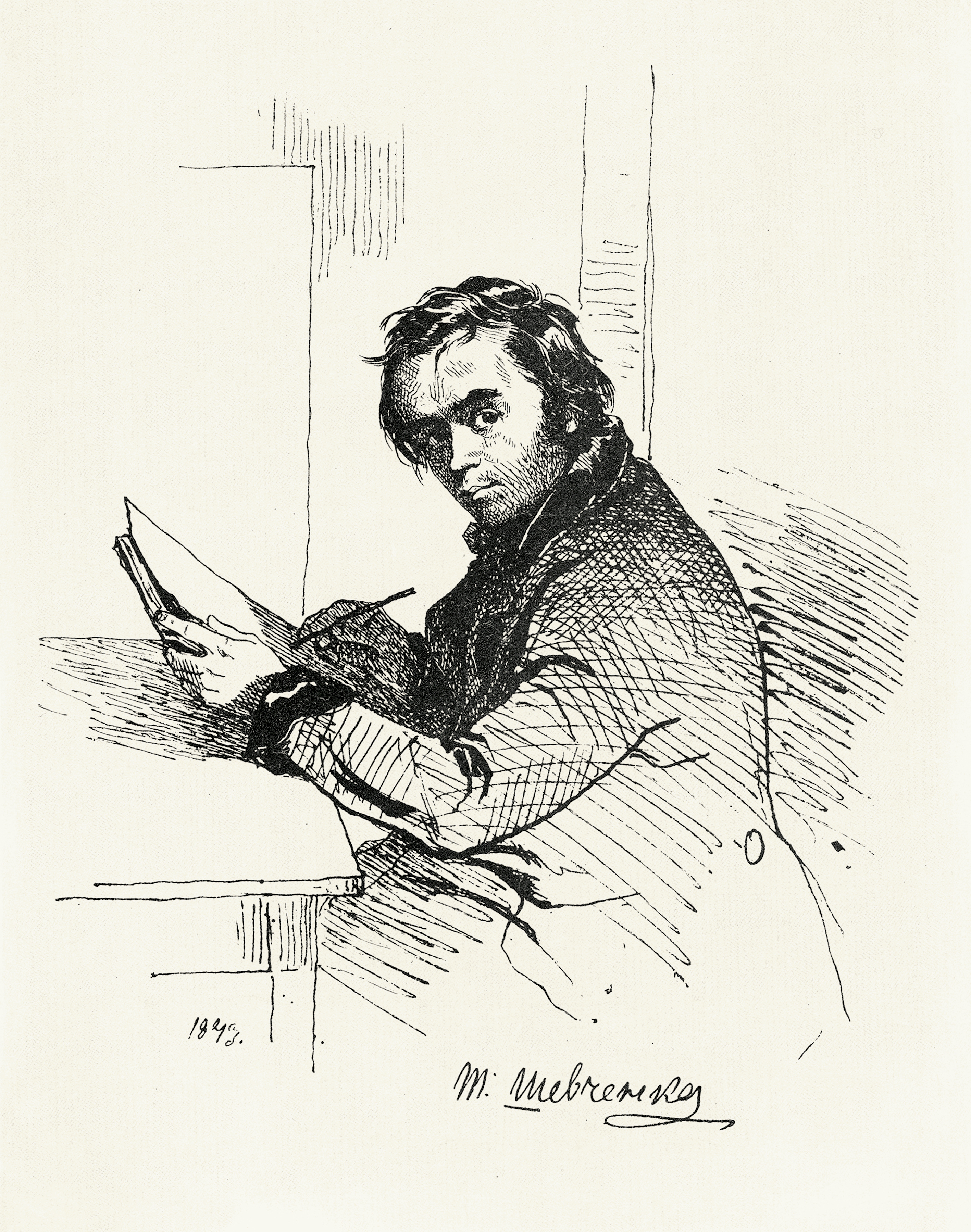
Taras Schewtschenko (Selbstporträt 1843)

Der als Fronbauer geborene Dichter Taras Schewtschenko, der in der Ukraine mehrheitlich als bedeutendste historische und literarische Gestalt verehrt wird, trug maßgeblich zur weiteren Ausbildung der Schriftsprache bei. Gedichte wie „Vermächtnis“ (Sapowit) aus seiner 1840 erschienenen Gedichtsammlung Kobsar, sind bis heute im Bewusstsein aller Generationen und Gesellschaftsschichten tief verankert. 1847 bis 1857 war er in Haft bzw. lebte er in der Verbannung. Neben Schewtschenko, dem „Kristallisationspunkt“ (Literatur-Brockhaus) der ukrainischen Nationalromantik, die sich sowohl gegen den Zarismus als auch gegen den polnischen Adel richtete, stehen im 19. Jahrhundert Dichter wie Amwrossij Metlynskyj, Nikolai Kostomarow, Markijan Schaschkewytsch sowie der auch in deutscher Sprache schreibende Lyriker Jurij Fedkowytsch.

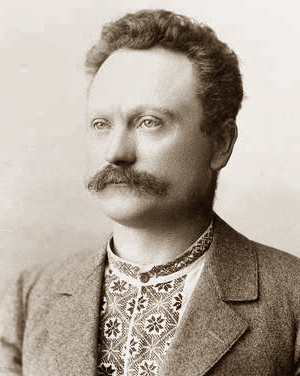
Iwan Franko (1886)

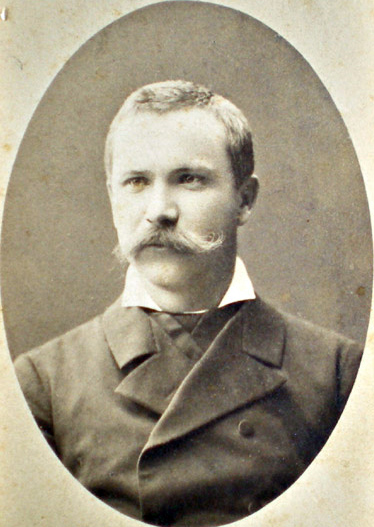
Iwan Karpenko-Karyj (etwa 1882)

Themen der seit Mitte des 19. Jahrhunderts einsetzenden realistischen Strömung in der Literatur wurden Leibeigenschaft, Knechtschaft und Unterdrückung der Kleinbauern. 1863 wurde die Zirkulation ukrainischer Druckschriften im russischen Zarenreich teilweise verboten. Nach einer weiteren Verschärfung des Verbots ukrainischer (nunmehr nur noch als „kleinrussisch“ bezeichneter) Literatur auf dem Boden des gesamten Zarenreichs im Jahre 1876, unter dem auch Schewtschenko als früheres Mitglied der verfolgten Bruderschaft der Heiligen Kyrill und Method zu leiden hatte, und wegen der dort herrschenden strengen Zensur konzentrierte sich das kulturelle Leben in der Folgezeit auf das Staatsgebiet Österreich-Ungarns, zu dem damals die westliche Ukraine mit Lemberg, Galizien und Teilen der Karpaten gehörte. Die österreichische Verwaltung förderte das ruthenische Bildungswesen, und auch Autoren aus Kiew wie der Dramatiker Mychajlo Staryzkyj (1840–1904) veröffentlichten in Lemberg. Nach seiner Rückkehr in die Ukraine gründete Staryzkyj zusammen mit Marko Kropywnyzkyj das erste professionelle ukrainische Theater in Jelisawetgrad, einer Stadt, die heute nach ihm benannt ist (die Theater in Kiew und Odessa waren russischsprachig).
Zu den bedeutendsten Dichtern und Schriftstellern dieser Periode in der österreich-ungarischen Westukraine gehören die neuromantisch-impressionistische Dichterin und Dramatikerin Lessja Ukrajinka und der Dichter und Dramatiker Iwan Franko. Zu nennen sind ferner der Dichter, Prosaist und Übersetzer Ossyp Makowej, der das Leben der galizischen Bauern schilderte, sowie die Frau Iwan Frankos, Olha Kobyljanska aus der Bukowina, die zunächst in deutscher, später ukrainischer Sprache schrieb und das dörfliche Leben sowie die Emanzipationsbestrebungen der Frauen schilderte.

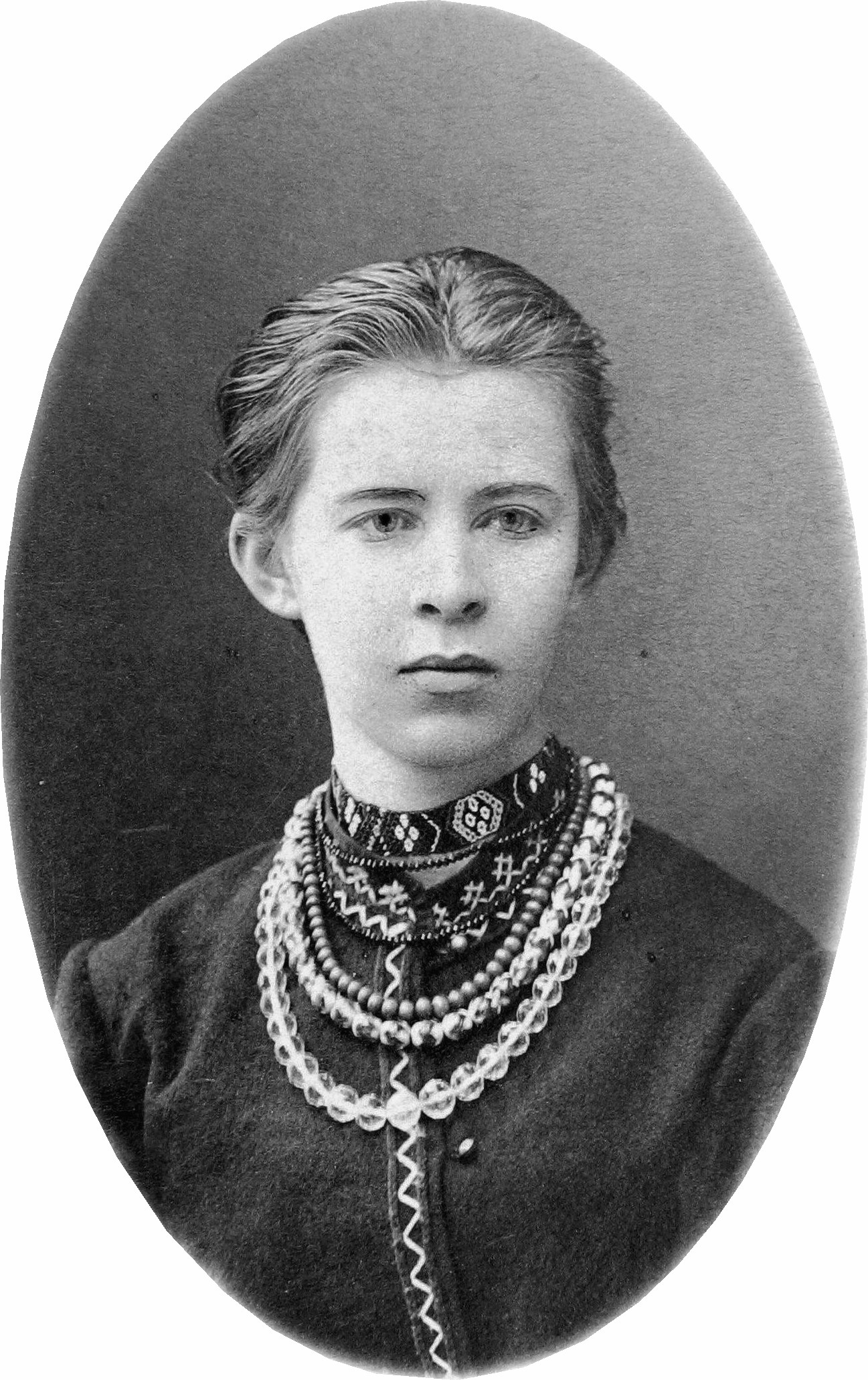
Lessja Ukrajinka

Da es aber auch in der Westukraine zu Konflikten der Intellektuellen mit dem dort dominanten polnischen Landadel kam, wurde das kosakophile Wandertheater mit realistischen und satirischen Stücken zu einer Pflegestätte der ukrainischen Sprache in Russland. Autoren waren u. a. Iwan Karpenko-Karyj (eigentlich Iwan Karpowytsch Tobilewytsch), der in seinen 18 Komödien den russischen Kolonialismus, die Ignoranz der Großgrundbesitzer und die Verarmung der Bauern kritisierte und dafür zeitweise verbannt wurde, Marko Kropywnyzkyj, der 1882 das erste ukrainische Tourneetheater gegründet hatte, und Mykola Sadowskyj, der 1898 das erste feste Theater mit ständigem Ensemble in Kiew organisierte. Andere Schriftsteller wanderten nach St. Petersburg und Moskau ab. Mychajlo Kozjubynskyj begann seine schriftstellerische Tätigkeit mit realistischen Erzählungen, die unter dem Einfluss Tschechows eine psychologische Vertiefung erhielten und sich immer kritischer mit den sozialen Konflikten auf dem Lande auseinandersetzten (Fata Morgana, 1904/1910; dt. 1962).

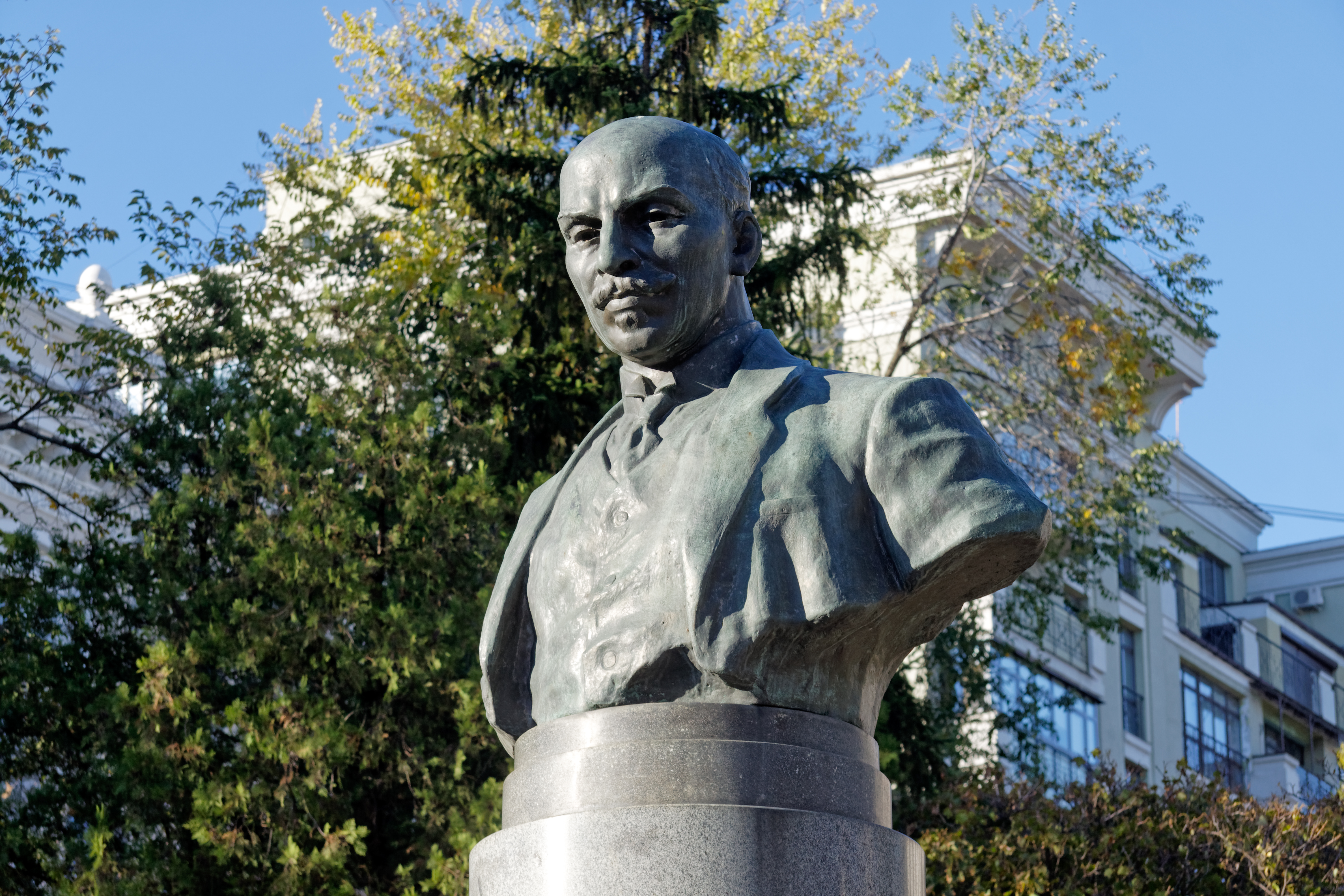
Kozjubynsky-Denkmal in Charkiw

In der zum Zarenreich gehörenden, national bis 1917 eher indifferenten Südukraine verfasste Wolodymyr Wynnytschenko naturalistische Erzählungen aus dem Leben des Landproletariats, schilderte die Hinwendung der jungen Generation zur sozialistischen Bewegung und schrieb mehrere Dramen. Unter dem Zarismus mehrfach in Haft, versuchte er als überzeugter Sozialist am Aufbau der neuen ukrainischen Republik mitzuwirken, ging aber schon 1920 ins Pariser Exil. Die in Tschernigow geborene, mit der russischen Sprache aufgewachsene Ljubow Janowska begann 1897 Geschichten über das Landleben in ukrainischer Sprache zu schreiben, später schrieb sie auch über das Leben der Städter (Городянка, „Stadt“, 1901).
Um die Jahrhundertwende begann der Orientalist Ahatanhel Krymskyj eine rege Veröffentlichungstätigkeit, die neben Gedichten und Erzählungen vor allem wissenschaftliche und ethnographische Werke zur arabischen, persischen und türkischen Literatur Kultur und zur Kultur der Krimtataren umfasste. Er trug aktiv zur Standardisierung der ukrainischen Sprache bei und lehnte die in Österreichisch-Galizien verbreitete Schreibweise vehement ab. Mit dem Moskauer Linguisten und Dialektforscher Alexei Iwanowitsch Sobolewski führte er eine Auseinandersetzung über die ursprüngliche Sprache der Kiewer Rus, die er als ukrainisch ansah, während sie heute meist neutral als Altostslawische Sprache bezeichnet wird.

## 20. Jahrhundert

### Nach 1918
Nachdem im Zentrum der Ukraine 1917 die Ukrainische Volksrepublik ausgerufen wurden, annektierte Polen nach dem Ersten Weltkrieg deren westlichen Teil, der rasch polonisiert wurde. Die ukrainische Literatur konnte sich hier nur kurzfristig entfalten. Ein reges literarisches Leben organisierte sich in sozialistischen Dichtergruppen um die dem Symbolismus nahestehende, aber kurzlebige Zeitschrift Mytusa der Herausgeber Wassyl Bobynskyj und Roman Kuptschynskyj (Роман Григорович Купчинський; 1894–1976) und die ebenfalls von Bobynskyj 1927 gegründete Zeitschrift Wikna sowie in katholischen ukrainischen Dichtergruppen um die Zeitschrift Nowi Schlachy. Bobynskyj emigrierte 1930 in die Sowjetunion und wurde dort liquidiert. Die religiös-philosophische Lyrik des in Lwiw lebenden, früh verstorbenen Bohdan-Ihor Antonytsch (1909–1937) ist von Walt Whitman und Gabriele D’Annunzio beeinflusst; populär wurde sie in der Sowjetukraine trotz eines Verbots in den 1960er Jahren. Auch das seit 1793 zum Zarenreich gehörende Berdytschiw hatte sich im 19. Jahrhundert zu einem kulturellen Zentrum der chassidischen Juden, Polen und Ukrainer entwickelt, das sich der Russifizierung widersetzte. Hier wurde Pinchas Kahanowitsch (Pseudonym: Der Nister) geboren, der nach langen Wanderjahren in den späten 1920er Jahren in die Ukraine zurückkehrte und als der bedeutendste jiddische Schriftsteller der Sowjetunion in der Tradition der chassidischen Mystik gilt. Das Jiddische Sprache war in Berdytschiw noch bis in die 1930er Jahre als Amtssprache zugelassen.

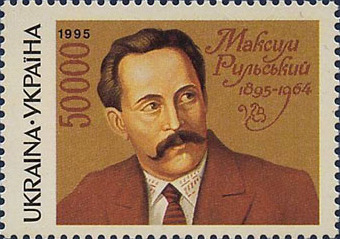
Maksym Rylskyj

Die Literatur in der Zentral- und Ostukraine wurde nach Gründung der Ukrainischen Sowjetrepublik 1919 geprägt von der Sowjetzeit, ihren Chancen und Einschränkungen. Hier wurde seit 1923 die ukrainische Sprache im Rahmen der Korenisazija-Politik gefördert (Ukrainisierung). Es entstand eine literarische Öffentlichkeit; viele Autoren orientierten sich an westeuropäischen Vorbildern, so etwa Dmytro Sahul am Symbolismus. Neben futuristischen (Mychajlo Semenko) und avantgardistischen Strömungen entwickelte sich eine starke neoklassische Schule, vertreten u. a. durch die Lyriker Mykola Serow und Maksym Rylskyj. Als Lyriker der 1920er und 1930er Jahre sind weiterhin Wolodymyr Swidsinskyj, Pawlo Tytschyna und Jewhen Pluschnyk zu erwähnen. Der Dramatiker, Lyriker und Übersetzer Dantes und Homers, Wolodymyr Samijlenko, der nach dem Ende der kurzlebigen Ukrainischen Volksrepublik 1920 nach Polen emigriert war, kehrte 1924 in die Ukraine zurück. Mykola Kulisch trat als Vertreter eines proletarischen Theaters hervor, das sich vor allem den Nöten der Landbevölkerung widmete. In Charkow wurde 1922 das expressionistische Theater Berezil gegründet, das auch Kulischs Stücke aufführte, die von Anfang an mit der Zensur zu kämpfen hatten.
In den frühen 1930er Jahren – der Zeit der Kollektivierung der Landwirtschaft und der Hungersnot – gerieten insbesondere Mitglieder der elitären Gruppe der Neoklassiker wie Jurij Klen (Oswald Burghardt) und Mykola Serow als Anhänger des „Ästhetizismus“ unter Kritik. Auch die Ukrainisierung der Kulturpolitik kam zum Erliegen. Die Werke Mykola Kulischs und anderer Autoren wurden als nationalistisch kritisiert und sind nur unvollständig erhalten; er wurde 1937 ebenso wie der Regisseur Les Kurbas, der seine Stücke in Charkow bis 1933 auf die Bühne bringen konnte, erschossen. Der ukrainische Schriftstellerverband wurde zugunsten des gesamtsowjetischen liquidiert. Klen emigrierte 1931 nach Deutschland. Seine Übersetzungen der Arbeiten ukrainischer Dichter der 1920er Jahre wurden 2025 neu herausgegeben.
Bis etwa 1937 fielen zahlreiche ukrainische Intellektuelle, darunter etwa 300 Schriftsteller, Stalins Verfolgungen zum Opfer. Diese Epoche wurde Rosstriljane widrodschennja, die Hinrichtung der Wiedergeburt genannt.
Ein loyaler Vertreter der ukrainisch-sowjetischen Literatur der 1930er Jahre war Petro Pantsch; seine Themen waren die Revolution und die Kollektivierung der Landwirtschaft (Zyklus Mukha Makar. 1930–1934).
Der Dramatiker und Erzähler Mosche Altman wurde zwar in der Westukraine geboren, lebte zeitweise in Rumänien und ging 1941 in die Sowjetunion. Er schrieb in jiddischer, später in russischer Sprache.
Eine Reihe von Autoren aus der Ostukraine gingen ins Exil in die USA, wo 1948 in New York das Ukrainian Institute of America als kulturelles Zentrum der Diaspora gegründet wurde, oder emigrierten nach Nachkriegsdeutschland wie Iwan Bahrjanyj oder die Surrealistin Emma Andijewska, die später nach New York auswanderte.

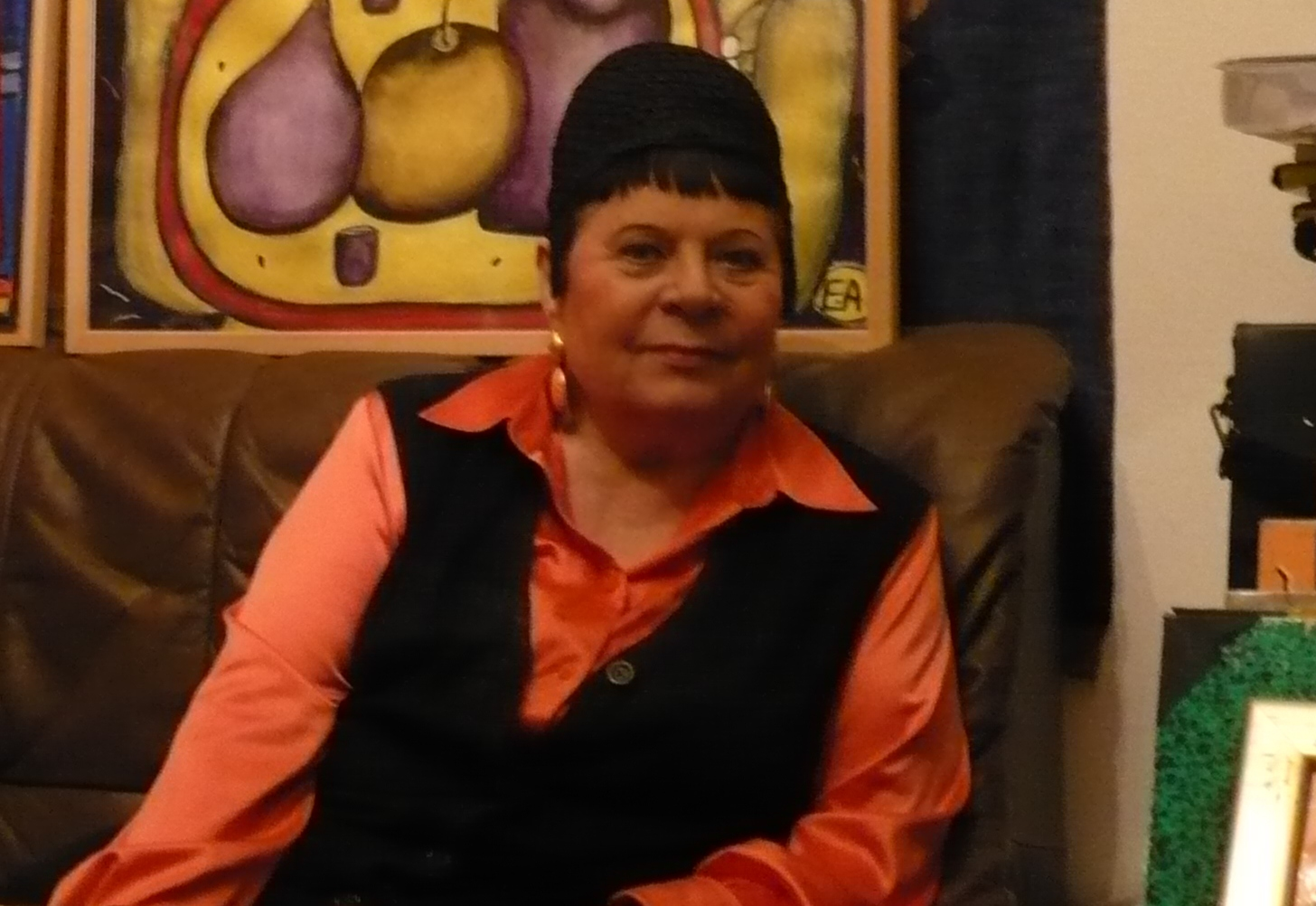
Emma Andijewska (2009)

### Nach 1945
Die nächste Generation ukrainischer Autoren, die schon unter Stalin aufgewachsen war, beschäftigte sich mit dem Kriegsthema. Dazu gehörte der zweifache Stalinpreisträger Oles Hontschar, dessen Texte weit verbreitet und oft übersetzt wurden. Er galt als literarischer Verfechter dörflicher Lebensformen. Sein Roman Sobor („Der Dom von Satschipljanka“, 1968) wurde als „Dorfprosa“ kritisiert. Doch auch realistische Darstellungen der sozialen Gegenwart hatten mit der Zensur zu kämpfen, so etwa der Filmregisseur Oleksandr Dowschenko bei der Schilderung des Verfalls des ukrainischen Dorfes.

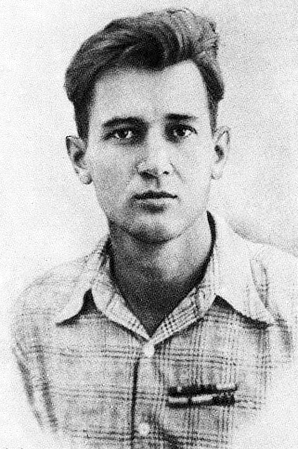
Oles Hontschar (etwa 2. Hälfte der 1940er Jahre)

In der Tauwetterperiode unter Chruschtschow der späten 1950er Jahre lebte die ukrainische Literatur wieder auf und beschäftigte sich verstärkt mit der historischen und mythischen Vergangenheit der Ukraine. Wichtige Autoren dieser Phase waren Iwan Switlytschnyj und Iwan Dsjuba; als Lyriker traten Lina Kostenko, Mykola Winhranowskyj, Wasyl Stus und Iwan Dratsch hervor. Ausgerechnet der ukrainische KP-Chef und außenpolitische Hardliner Petro Schelest, für den Hontschar möglicherweise als Ghostwriter arbeitete, förderte die ukrainische Kultur und  Literatur, die Verbreitung der ukrainischen Sprache in den Schulen sowie in subtiler Form auch den ukrainischen Nationalismus.

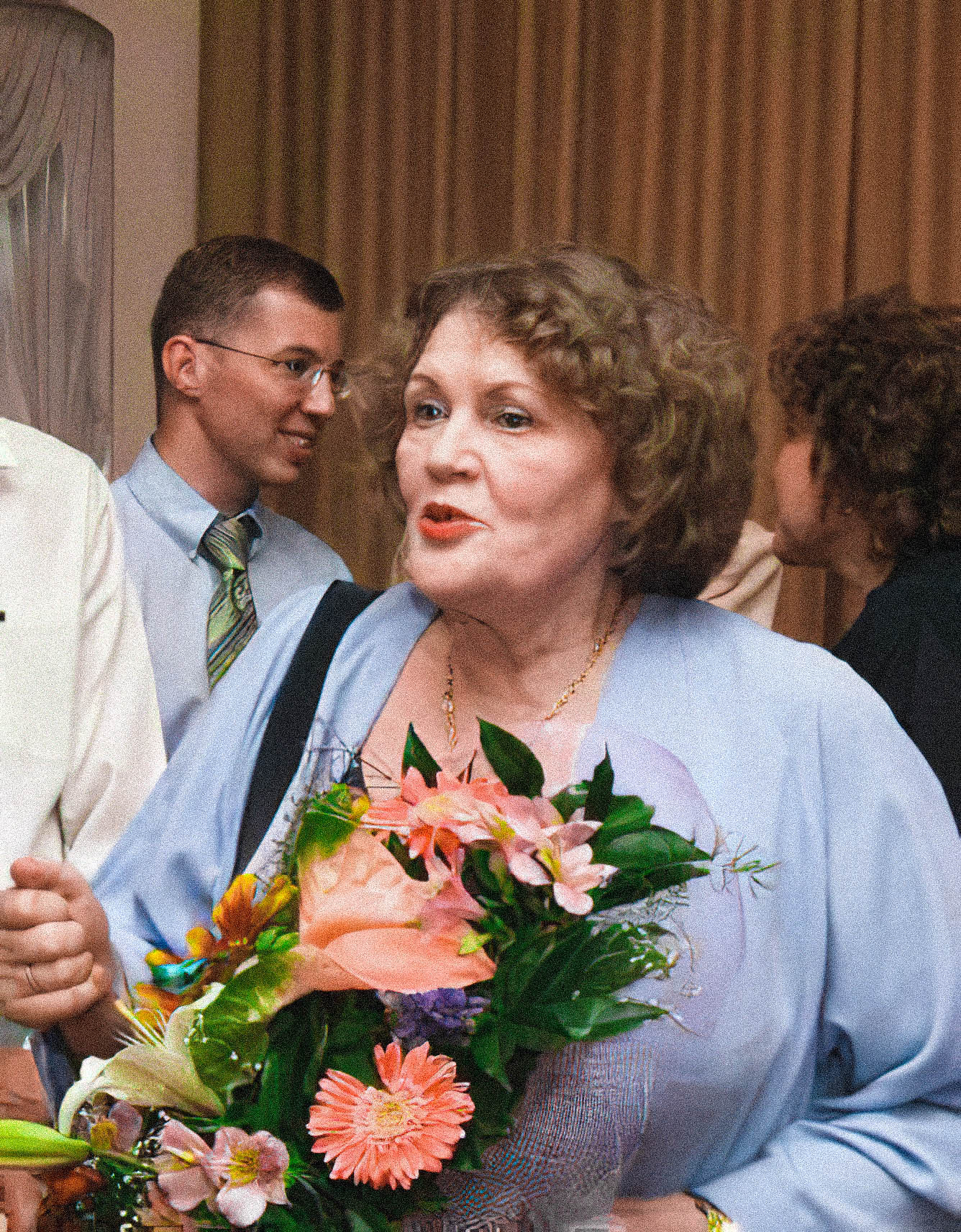
Lina Kostenko (2006)

Seit den späten 1960er Jahren stagnierte die literarische Produktion in der Ära Breschnew. Als „chancenlos“ galt die Dichtergeneration der stagnierenden 1970er Jahre, darunter die so genannte Kiewer Schule sowie Ihor Kalynez und Hryhorij Tschubaj aus Lwiw.

### Nach 1980
Die ukrainische Literatur konnte seit etwa 1980 wieder an die 1920er und 1930er Jahre anknüpfen.
Vor allem in Galizien, das wenig russifiziert war, entstanden neue literarische Gruppen. Als Lyriker wurden in den 1980er Jahren Dichter wie Iwan Dratsch, Wassyl Herassymjuk, Ihor Rymaruk, Oksana Sabuschko und Iwan Malkowytsch (* 1965) (Der weiße Stein 1984) bekannt. Roman Iwanytschuk verfasste neben viele anderen 15 historische Romane, u. a. Die vierte Dimension (1984) über den Gelehrten und Vorkämpfer der ukrainischen Nationalkultur im 19. Jahrhundert, Mykula Hulak.
Eine besondere Rolle spielten in der Lyrik die in der Nachkriegszeit emigrierten Dichter. Zur New Yorker Gruppe zählten Yuriy Tarnawsky und seine Ehefrau Patricia Kylyna, Bohdan Bojtschuk und Bohdan Rubtschak, die die Avantgarde repräsentierten. Mykhajlo Orest und Ihor Kaczurowskyj vertraten in der Diaspora hingegen den Neoklassizismus, eine Richtung, die auch als der „ukrainische Parnass“ bekannt ist und sich durch das Festhalten an althergebrachten, klassischen Normen der Dichtkunst auszeichnet. Die Exilanten rezipierten jedoch auch moderne europäische Strömungen, was sich im Werk der Surrealistin Emma Andijewska (* 1931) zeigt, die in München lebt und auch malt.
Seit 1989 wurden zahlreiche Autoren, die wegen des Gebrauchs der ukrainischen Sprache diskriminiert oder aus politischen Gründen verfolgt worden waren, rehabilitiert, darunter auch Wolodymyr Wynnytschenko. In der Folge zeigte sich eine extreme Fragmentierung der ukrainischen Erinnerungskultur. Die Vielzahl regionaler, teils auch nur lokaler Erinnerungskulturen, die aus der Jahrhunderte dauernden Einbindung der Ukraine in Vielvölkerstaaten resultierten, fand ihren Niederschlag auch in der Literatur, der ein gemeinsamer Kanon als Referenzrahmen fehlte.
In der postsowjetischen Phase erlebte die ukrainische Literatur eine neue Blüte. Der 1934 gegründete Sowjetische Schriftstellerverband der Ukraine gründete sich 1991 als Union der Schriftsteller der Ukraine neu und bezeichnet sich seit 1997 programmatisch als Nationaler Schriftstellerverband der Ukraine.
Seit Mitte der 1990er Jahre wurde der Gebrauch der russischen Sprache im Bildungswesen und in den Medien im Zuge der Ukrainisierungspolitik zurückgedrängt, was allerdings negative Konsequenzen für die mediale Präsenz russischsprachiger Autoren hatte. Faktisch wurden im Jahr 2019 (mit Wirkung zum Januar 2022) russischsprachige Pressepublikationen verboten, während Sprachen „angestammter Minderheiten“ (z. B. Krimtatarisch) wie auch Publikationen in allen EU-Sprachen weiterhin zugelassen sind. Bücher russischer Nationalisten wie Dugin oder Limonow waren seit dem Jahr 2015 verboten.

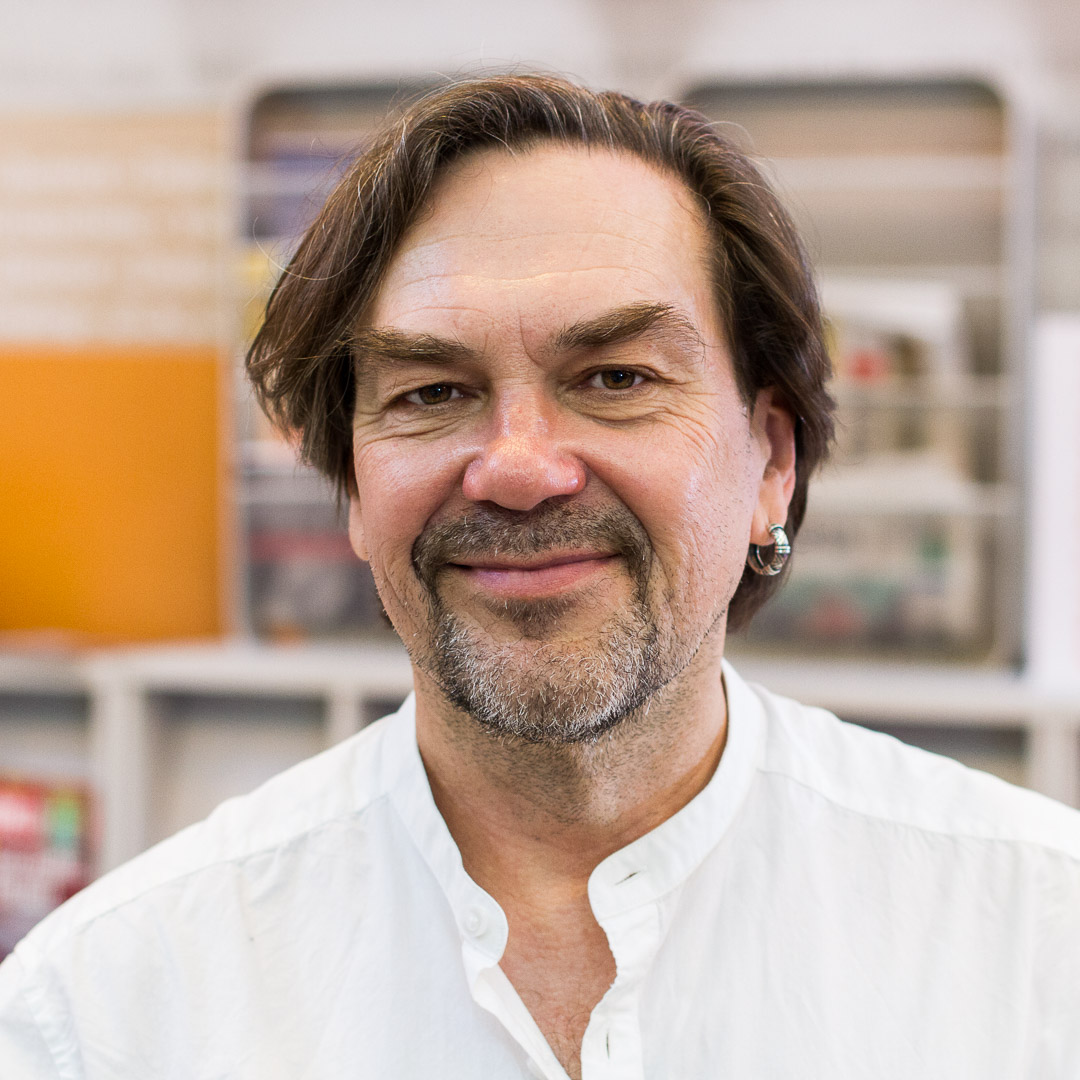
Jurij Andruchowytsch (2015)

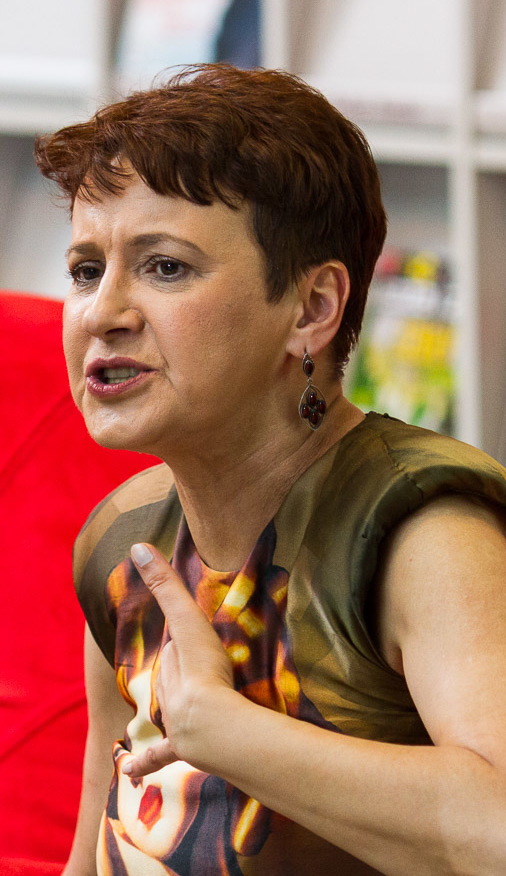
Oksana Sabuschko (2015)

## Gegenwart

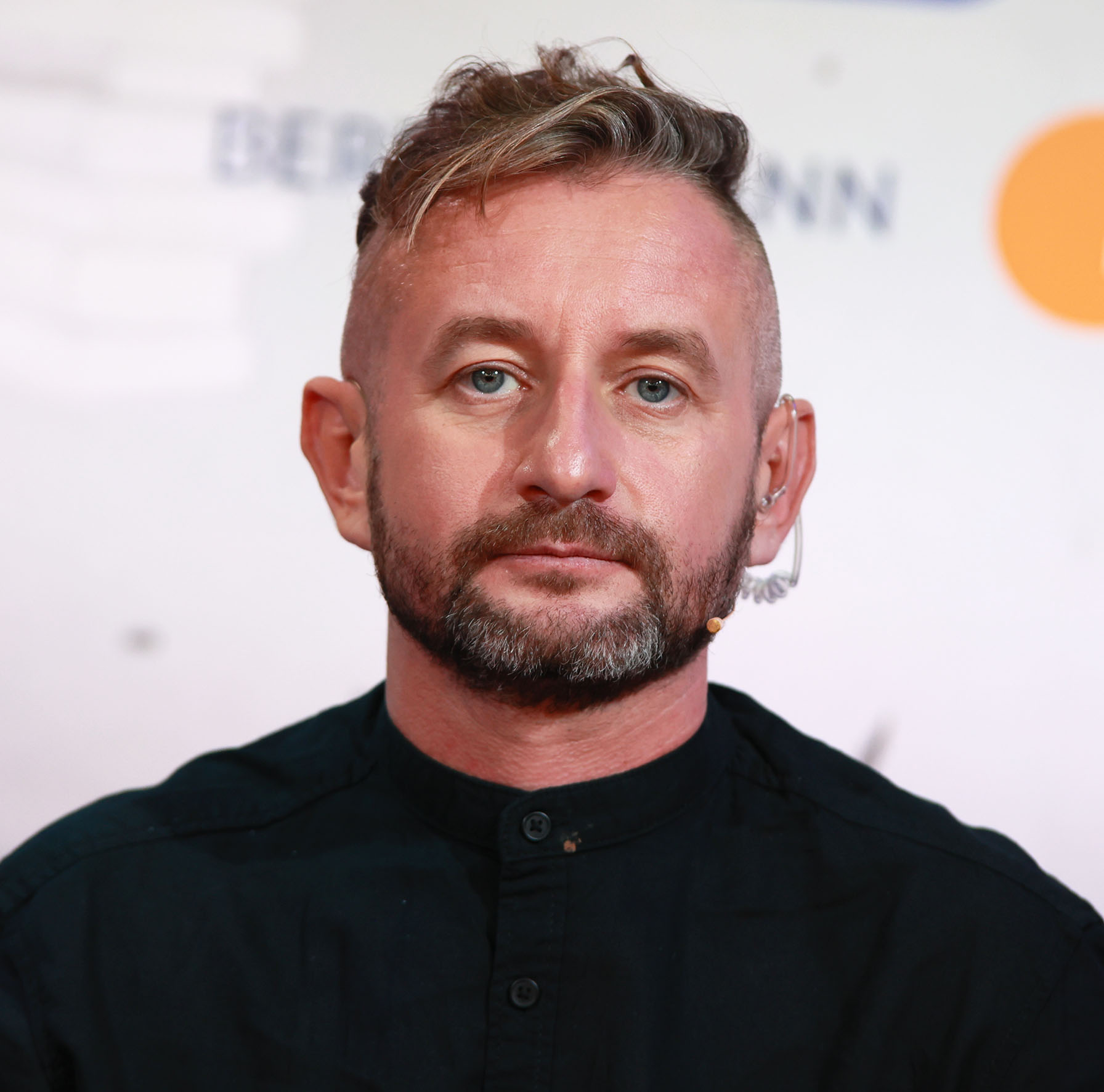
Serhij Schadan auf der Frankfurter Buchmesse 2022

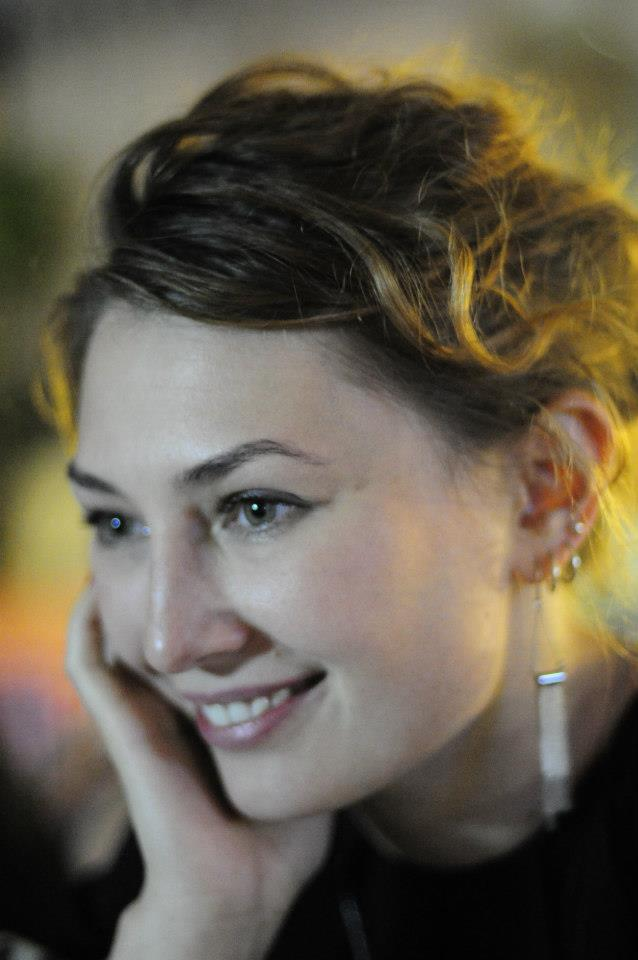

Zu den wichtigen gegenwärtigen Autoren der Ukraine gehören die Romanautorin und Parlamentarierin Maria Matios (* 1959) und Jurij Andruchowytsch (* 1960), einer der intellektuellen Wortführer der Orange Revolution, ferner die feministische Lyrikerin, Romanautorin und Essayistin Oksana Sabuschko (* 1960), der Romanautor, Essayist und Lyriker Serhij Schadan (* 1974), dessen Themen unter anderem die Entwurzelung und die Völkerwanderung nach dem Westen sind, die Romanautorin Natalka Sniadanko (* 1973), die Klischees nicht vermeidet, aber spielerisch damit umgeht, Sofija Andruchowytsch (* 1987), die über das Leben im alten österreich-ungarischen Ostgalizien schreibt, und Tanja Maljartschuk (* 1983), die heute in Wien lebt und sich mit der Exilsituation auseinandersetzt. Kateryna Babkina (* 1985), die auch in polnischer Sprache schreibt, und Andrij Ljubka (* 1987) fühlen sich besonders der Karpatenukraine verbunden. Die Feministin Laryssa Denyssenko (* 1967) verfasste den 2008 in englischer Ausgabe erschienen humorvollen Liebesroman The Sarabande of Sara’s Band sowie Kinder- und Jugendbücher über diverse Familienformen und gleichgeschlechtliche Elternschaft, für die sie von rechtsnationalistischen Kreisen bedroht wurde.
Ukrainische Gegenwartsdramen spielen auf den meisten Spielplänen eine vergleichsweise geringe Rolle. Zu nennen wären hier die ukrainischsprachigen Farcen von Oleksandr Bejderman, der aber vor allem durch seine Gedichte in jiddischer Sprache bekannt wurde.
In russischer Sprache verfasste Andrej Kurkow (* 1961) über 20 Romane sowie einige Drehbücher.
Nach dem russischen Überfall auf die Ukraine erschienen zahlreiche Berichte sowohl über das tägliche Leben am Rande des Zusammenbruchs und die Traumatisierung vieler Menschen als auch über die Helden des Widerstands, so das Buch Himmel über Charkiw von Serhij Zhadan, der 2022 mit dem Friedenspreis des Deutschen Buchhandels ausgezeichnet wurde, oder die Berichte in dem von Katharina Raabe und Kateryna Mishchenko herausgegebenen Sammelband Aus dem Nebel des Krieges. Andrij Kurkows Tagebuch einer Invasion erschien 2022 in deutscher Übersetzung. Besondere Aufmerksamkeit erregte der Gedichtband Frieden ohne Krieg des ukrainischstämmigen deutschsprachigen Autors Yevgeniy Breyger, der sich eine Dokumentation und Abrechnung mit der deutschen Politik nach dem Überfall auf die Ukraine zum Ziel setzt.
Bis Ende November 2022 hat die Ukraine nach Angaben der ukrainischen Regierung rund 19 Millionen Bücher aus ihren Bibliotheken verbannt. Dabei handelt es sich um Werke, die aus der Ära der Sowjetunion stammten und/oder in russischer Sprache verfasst seien.

### Kulturpreise und Buchmarkt
Der wichtigste Kulturpreis der Ukraine ist der seit 1962 jährlich verliehene Taras-Schewtschenko-Preis, früher Staatspreis der Sowjetunion, seit 2000 Nationalpreis der Ukraine. Der Jurij-Schewelow-Preis für Essayistik wird seit 2013 jährlich vom ukrainischen P.E.N.-Zentrum verliehen.
Das Book Forum Lviv ist die größte Buchmesse in der Ukraine, sie findet seit 1994 jeweils im September statt. Deutsche Bücher sind für die meisten Besucher der Buchmesse in Lwiw oft noch zu teuer, in letzter Zeit jedoch häufiger zu finden. Lange war die Konkurrenz des starken russischen Marktes im eigenen Land spürbar. Viele Bücher in ukrainischer Sprache erschienen nach der Unabhängigkeit nur mit staatlicher Förderung. Der Verlegerverband zählte 2004 rund 350 Verlage, die regelmäßig Bücher veröffentlichen. Im gleichen Jahr erschienen 14.970 Bücher mit einer Gesamtauflage von 52,8 Millionen Exemplaren, die meisten davon Schulbücher.
2005 zählte das Book Forum Lwiw 60.000 Besucher. 2012 stand die Ukraine im Fokus der Leipziger Buchmesse.
Nach der russischen Invasion der Ukraine konnten viele Autoren ihre Texte nur per Blog veröffentlichen. 2022 musste das Book Forum in Luftschutzräumen abgehalten werden.

## Ukrainische Literatur in deutschsprachiger Übersetzung
- Liste von ukrainischer Literatur in deutscher Übersetzung
- Liste von Übersetzern aus dem Ukrainischen